# Paříž–Roubaix (ženský závod)
Paříž–Roubaix je každoroční jednodenní ženský cyklistický závod konaný ve Francii se startem v Denainu a s cílem na velodromu v Roubaix.

## Historie

### Složité začátky
Překvapivé oznámení o přidání prvního ročníku ženského Paříž–Roubaix do UCI Women's World Tour 2020 přišlo v září toho roku. Závod se měl uspořádat 25. října, ale musel být zrušen kvůli pandemii covidu-19. První ročník závodu se uspořádal o rok později. Původní datum bylo stanoveno na 11. dubna, ale závod musel být odložen na 2. října (den před mužský závod), znovu kvůli probíhající pandemii covidu-19.

### Úvodní ročník
Značně odložená a očekávaná první edice ženské varianty "královny klasik" byla vyhrána Lizzie Deignanovou z týmu Trek–Segafredo. Deignanová zaútočila na prvním ze 17 pavé sektorů a sama jela na čele zbývajících 80 km přes všechny zbývající dlážděné pasáže. Na velodrom v Roubaix dojela sama s náskokem přes minutu před druhou Marianne Vosovou. Elisa Longová Borghiniová si těsně udržela třetí příčku před stíhající Lisou Brennauerovou a doplnila tak první pódium ženského závodu Paříž–Roubaix.

## Trasa
První ročník Paříž–Roubaix pro ženy začal ve městě Denain a skončil, stejně jako mužský závod, na velodromu v Roubaix s celkovou délkou 116 km. Do trasy bylo zahrnuto 29,2 km dlažby rozdělených do 17 sektorů. Všechny sektory zařazené do ženské varianty se vyskytují i v mužském závodu.
| Číslo | Název                     | Vzdálenost od | Vzdálenost od | Délka (v km) | Obtížnost |
| Číslo | Název                     | Startu (v km) | Cíle (v km)   | Délka (v km) | Obtížnost |
| ----- | ------------------------- | ------------- | ------------- | ------------ | --------- |
| 17    | Hornaing – Wandignies     |               |               | 3,7          | ****      |
| 16    | Warlaing – Brillon        |               |               | 2,4          | ***       |
| 15    | Tilloy – Sars-et-Rosières |               |               | 2,4          | ****      |
| 14    | Beuvry – Orchies          |               |               | 1,4          | ***       |
| 13    | Orchies                   |               |               | 1,7          | ***       |
| 12    | Auchy – Bersée            |               |               | 2,7          | ****      |
| 11    | Mons-en-Pévèle            |               |               | 3,0          | *****     |
| 10    | Mérignies – Avelin        |               |               | 0,7          | **        |
| 9     | Pont-Thibault – Ennevelin |               |               | 1,4          | ***       |
| 8     | Templeuve – L’Épinette    |               |               | 0,2          | *         |
| 7     | Cysoing – Bourghelles     |               |               | 1,3          | ***       |
| 6     | Bourghelles – Wannehain   |               |               | 1,1          | ***       |
| 5     | Camphin-en-Pévèle         |               |               | 1,8          | ****      |
| 4     | Carrefour de l’Arbre      |               |               | 2.1          | *****     |
| 3     | Gruson                    |               |               | 1,1          | **        |
| 2     | Willems – Hem             |               |               | 1,4          | ***       |
| 1     | Roubaix                   |               |               | 0,3          | *         |

## Seznam vítězek
| Rok  | Země                               | Jezdec                             | Tým                                |
| ---- | ---------------------------------- | ---------------------------------- | ---------------------------------- |
| 2020 | Nejelo se kvůli pandemii covidu-19 | Nejelo se kvůli pandemii covidu-19 | Nejelo se kvůli pandemii covidu-19 |
| 2021 | Spojené království                 | Lizzie Deignanová                  | Trek–Segafredo                     |
| 2022 | Itálie                             | Elisa Longová Borghiniová          | Trek–Segafredo                     |
| 2023 | Kanada                             | Alison Jacksonová                  | EF Education–Tibco–SVB             |
| 2024 | Belgie                             | Lotte Kopecky                      | Team SD Worx–Protime               |